# Monument de l'Umschlagplatz
 (août 2018).
Le contenu est difficilement compréhensible vu les erreurs de traduction, qui sont peut-être dues à l'utilisation d'un logiciel de traduction automatique.

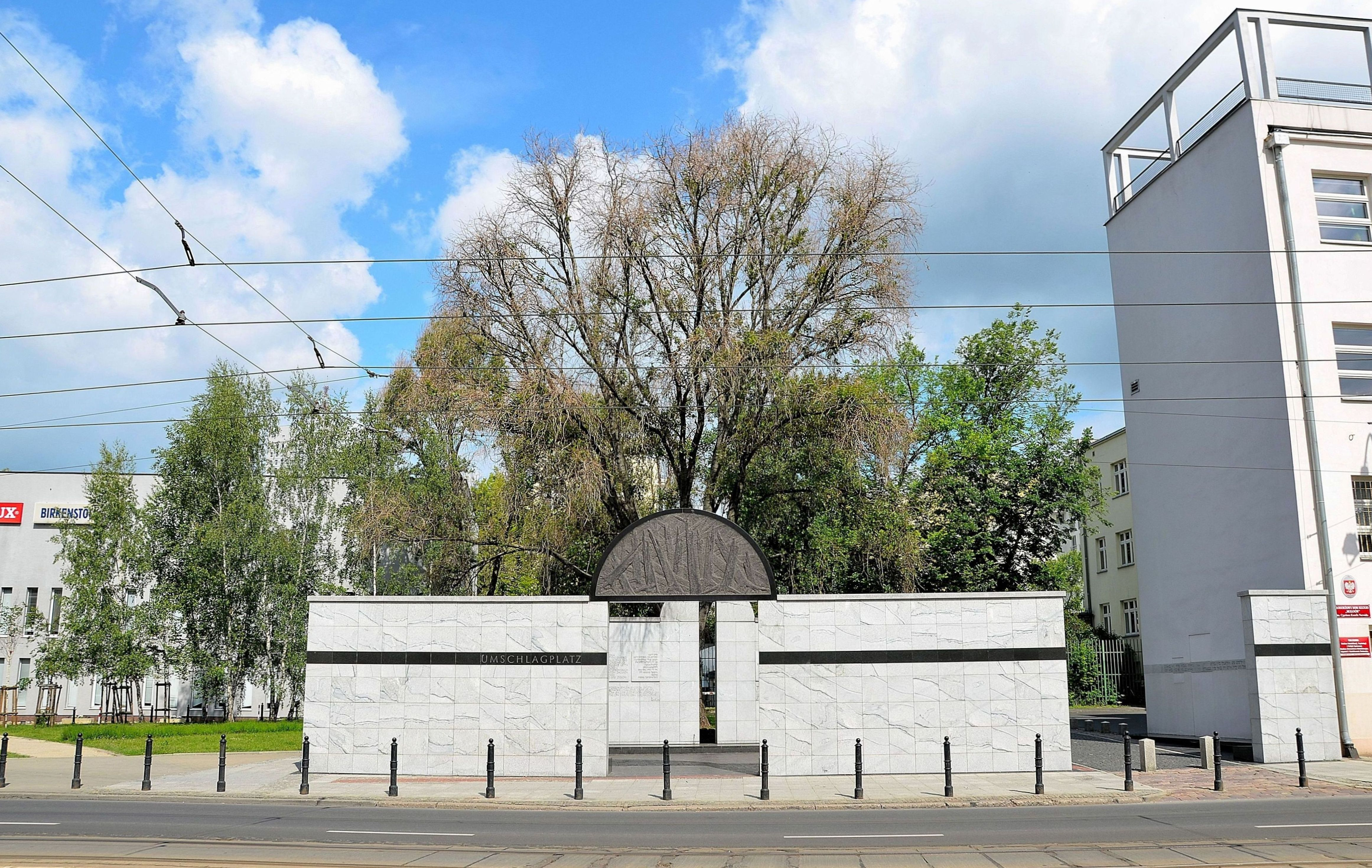
Umschlagplatz

Le Monument de l’Umschlagplatz (nom complet: Mur-Monument de l’Umschlagplatz) est un monument situé dans la rue Stawki, à l'emplacement de l’ancienne place du ghetto de Varsovie, d'où en 1942-1943, partaient les convois vers le camp d’extermination de Treblinka et les autres camps du district de Lublin.

## Caractéristiques

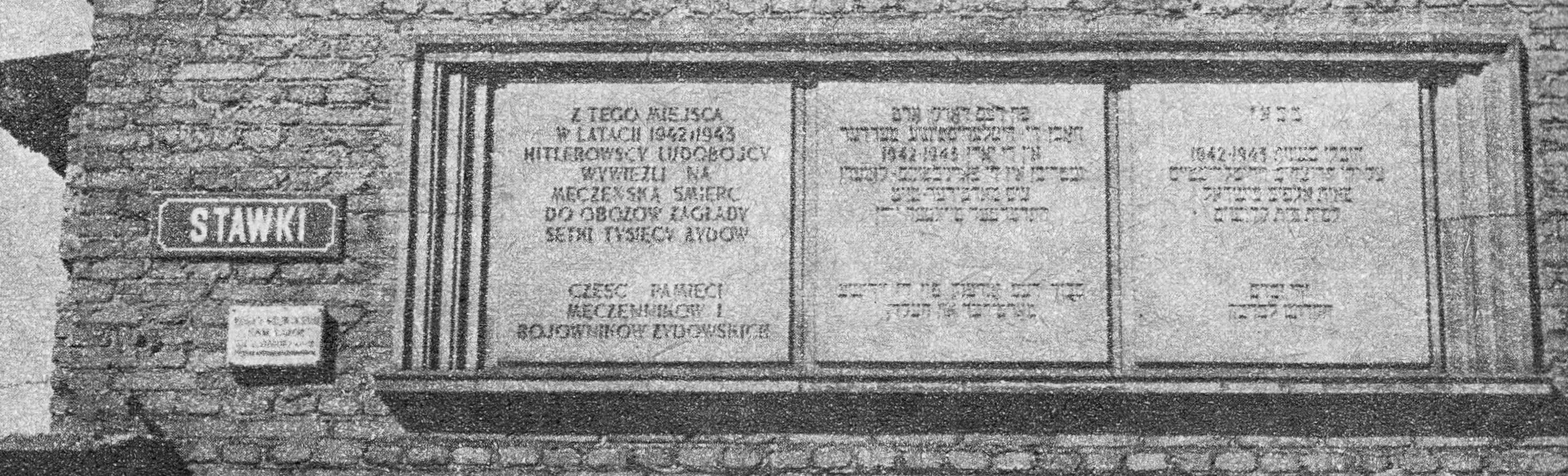
Premier mémorial de l’Umschlagplatz.

Le monument a été inauguré le 18 avril 1988, à la veille du 45e anniversaire du soulèvement du ghetto de Varsovie. Il a été créé d’après le projet de Hanna Szmalenberg et Władysław Klamerus, sous forme du mur blanc d’une hauteur de 4 mètres, avec une bande noire sur la façade principale, ce qui fait référence aux couleurs du châle de prière juif. Le terrain de forme rectangulaire de 20 × 6 m, entouré d’un mur, symbolise le wagon ouvert. Sur le côté intérieur du mur, on a gravé, de manière alphabétique, 400 prénoms juifs et polonais les plus populaires de la période d’avant-guerre, pour souligner la coexistence séculaire de la population juive et polonaise à Varsovie et les interactions entre leurs cultures et religions. De plus, chaque prénom commémore symboliquement mille victimes du ghetto de Varsovie. Dans la partie centrale du mur, on a mis les quatre plaques avec les inscriptions en polonais, yiddish, anglais et hébreu :

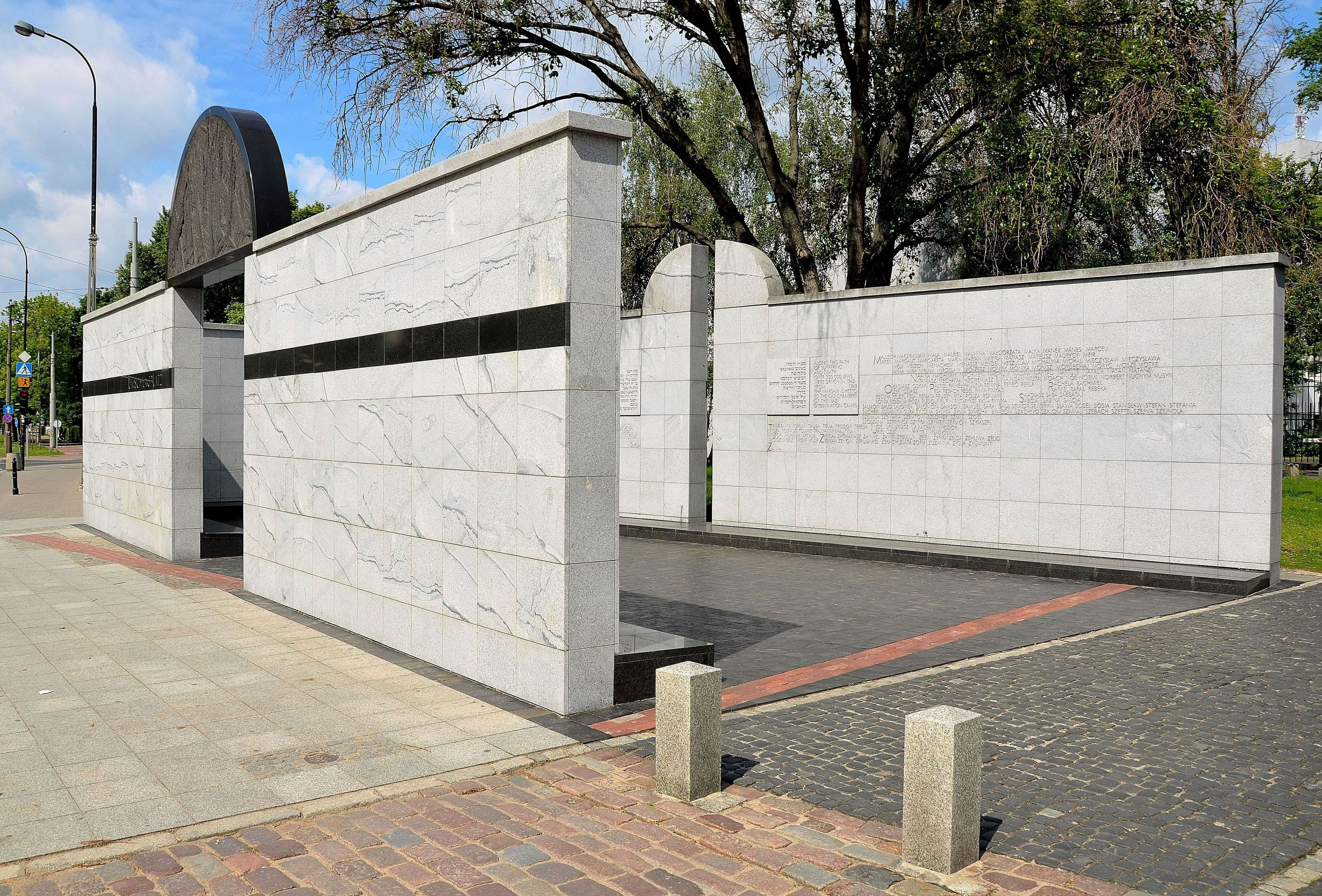
Les murs du monument entourant le fragment de l’Umschlagplatz, le chemin de la mort au premier plan.

"Durant les années 1942-1943, plus de 300 000 Juifs ont traversé ce chemin de souffrance et de mort et ont été déportés du ghetto de Varsovie vers les camps de concentration nazis."
Devant la porte qui mène au mémorial, il se trouve la plaque noire en demi-cercle, ressemblant à la stèle funéraire juive. Elle a été faite de syénite offert par le gouvernement et la société suédoise. Une sculpture en bas-relief fait dans cette pierre représente la forêt d’arbres tombés (dans l’art funéraire juive, l’arbre tombé est un symbole de la mort prématurée et violente), ce qui symbolise l’extermination de la population juive. Sur le même axe il se trouve une autre porte – une étroite trouée verticale couronnée d’une stèle. Par la trouée, on peut voir un arbre ayant poussé après la guerre qui est un symbole d’espoir. Les deux portes, mises dans la même axe symbolisent le passage de la mort à l’espérance de la vie.

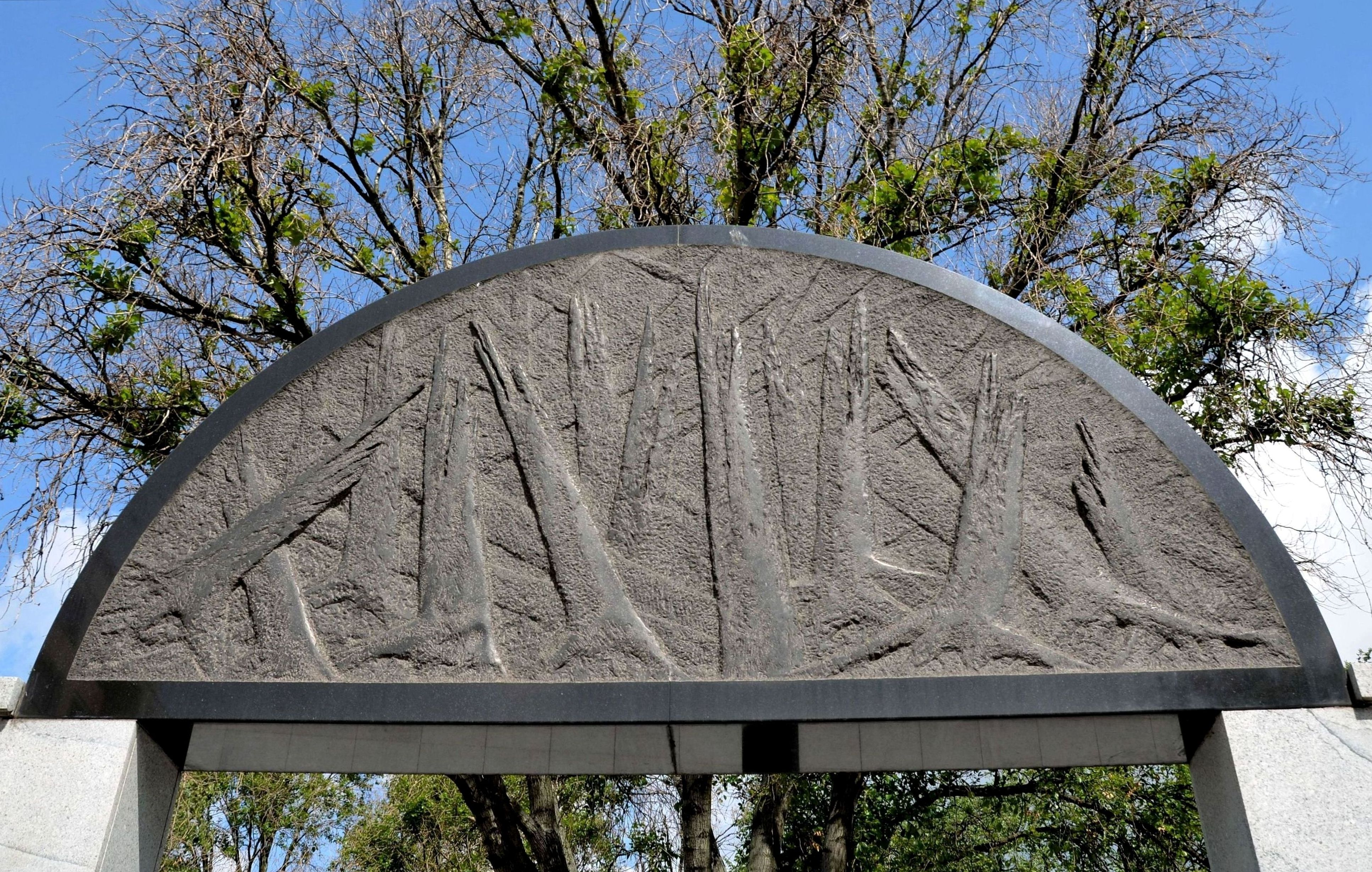
Le bloc en syénite avec un symbole de la forêt d’arbres tombés.

Sur le mur du bâtiment voisin du monument (le numéro 8 d’avant-guerre, le 10 d’aujourd’hui), il est gravé un verset du livre de Job en polonais, yiddish et hébreu: "Terre, ne couvre pas mon sang, et que rien n’arrête mon cri" (Job 16, 18). Les contours des deux fenêtres et de la porte sont coupés par cette inscription. Entre le monument et le mur de l’école, du bord de la rue Stawki, il monte le chemin de la mort – le chemin traversé par les Juifs qui attendaient le transport à Treblinka. Dans cette zone, la route a été pavée de basalte noir.
Sur la paroi arrière, il se trouve une plaque de fondation avec les noms des créateurs et des fondateurs du monument.
La Route à la Mémoire du Martyre et de la Lutte des Juifs, inaugurée le même jour que le monument, commence à l’intersection des rues Anielewicz et Zamenhof, elle mène par les rues Zamenhof, Dubois et Stawki et se termine au lieu où il se trouve le monument.
Dans ce lieu, le 11 juin 1999, Jean-Paul II a dit la prière pour le peuple juif pendant son septième pèlerinage en Pologne.
En 2002, le monument, le fragment conservé de la place de transbordement et les deux bâtiments avoisinants (la rue Stawki 4/6 et 8 avant la guerre, aujourd’hui Stawki 10) ont été enregistrés comme les monuments historiques protégés.

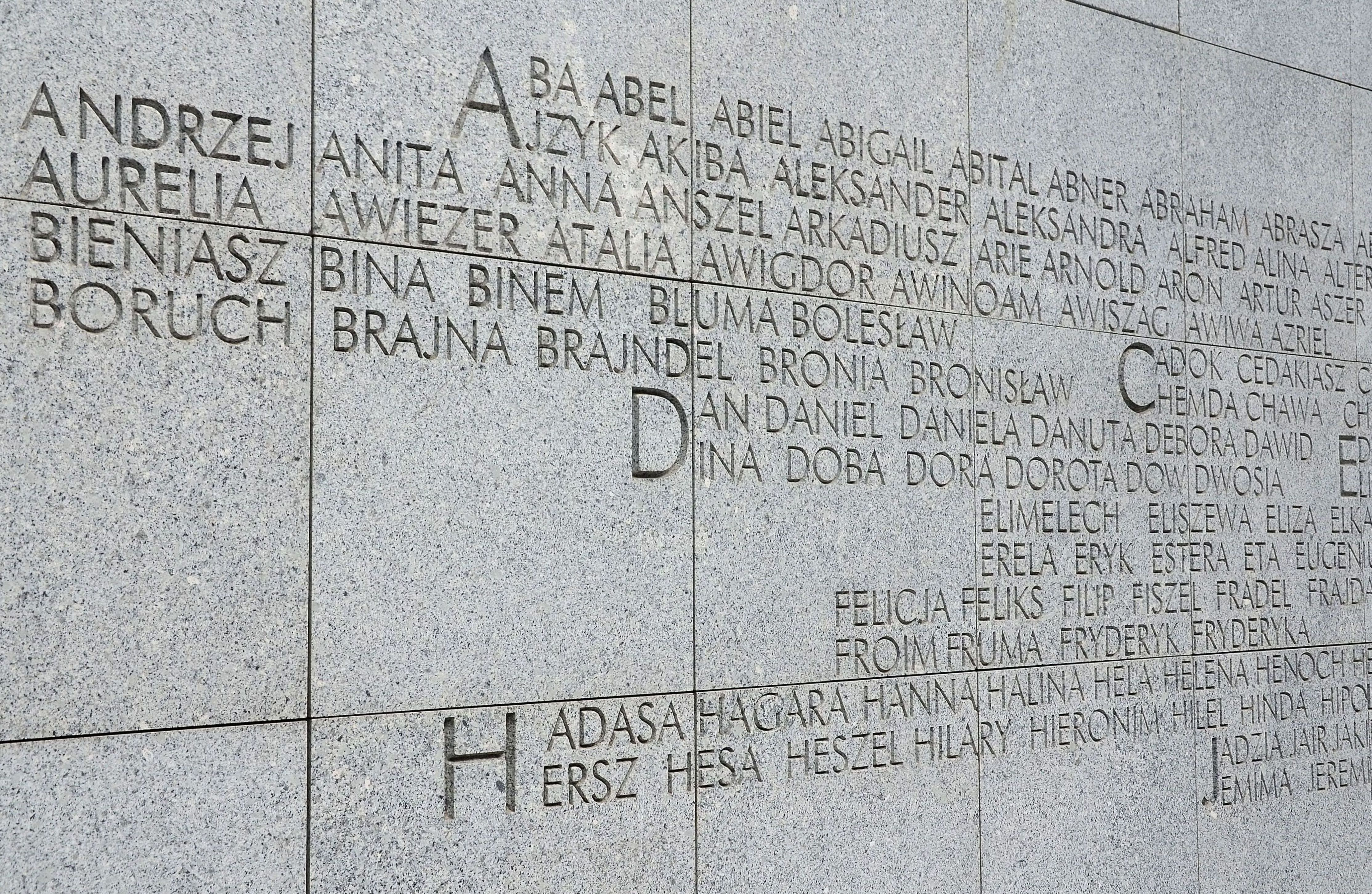
Les prénoms gravés sur le mur du monument.

Entre les années 2007-2008, le monument, étant en mauvais était à cause des matériaux de qualité médiocre utilisés pendant sa construction, a été rénové. Les plaques du marbre blanc « Biała Marianna » ont été remplacées par le granite gris de Zimnik en Basse-Silésie, la roche plus résistante aux intempéries. Conformement à un projet de Hanna Szmalenberg et Teresa Murak, le chemin en argile et en gravier passe par le square entourant le monument, et de l’intersection des rues Stawki et Dzika, il y a une plate-bande de fleurs bleues d’hyssopus (la couleur du drapeau d’Israël).
Depuis 2012, le « Marche de la Mémoire du 22 juillet » (pol. Marsz Pamięci 22 lipca), organisé par l’Institut historique juif pour commémorer les victimes des déportations du ghetto de Varsovie, commence près du monument.

## Premier mémorial de l’Umschlagplatz

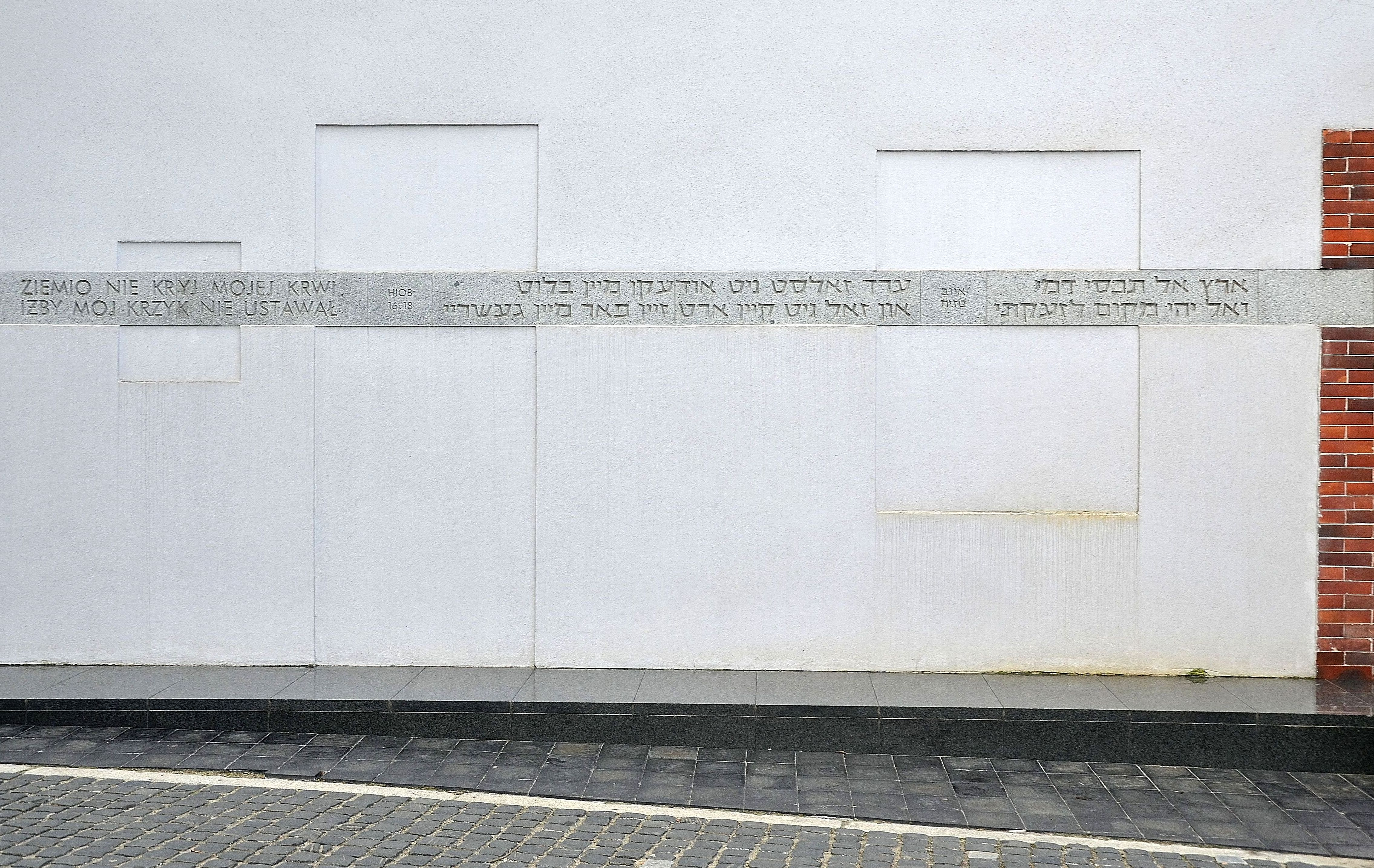
La citation du livre de Job sur la paroi latérale du bâtiment.

Le monument actuel remplace le mémorial d’après-guerre – la plaque en grès, située sur la paroi latérale de l’un des bâtiments à l’Umschlagplatz (du côté de la rue Stawki) sur laquelle est gravée une inscription en polonais, hébreu et yiddish:
"C’est le lieu d’où dans les années 1942-1943, les centaines des Juifs ont été déportés vers les camps d’extermination par les meurtriers hitlériens. À la mémoire des martyrs et des combattants juifs."

## Voisinage
- La Route à la Mémoire du Martyr et de la Lutte des Juifs – un bloc en pierre commémorant la création du ghetto de Varsovie par les Allemands en 1940 (la rue Stawki/ coin de la rue Dzika).
- L’édifice de la Faculté de Psychologie de l’Université de Varsovie – dans les années 1942-1943, l’unité de la SS surveillant l’Umschlagplatz ont stationné-là.

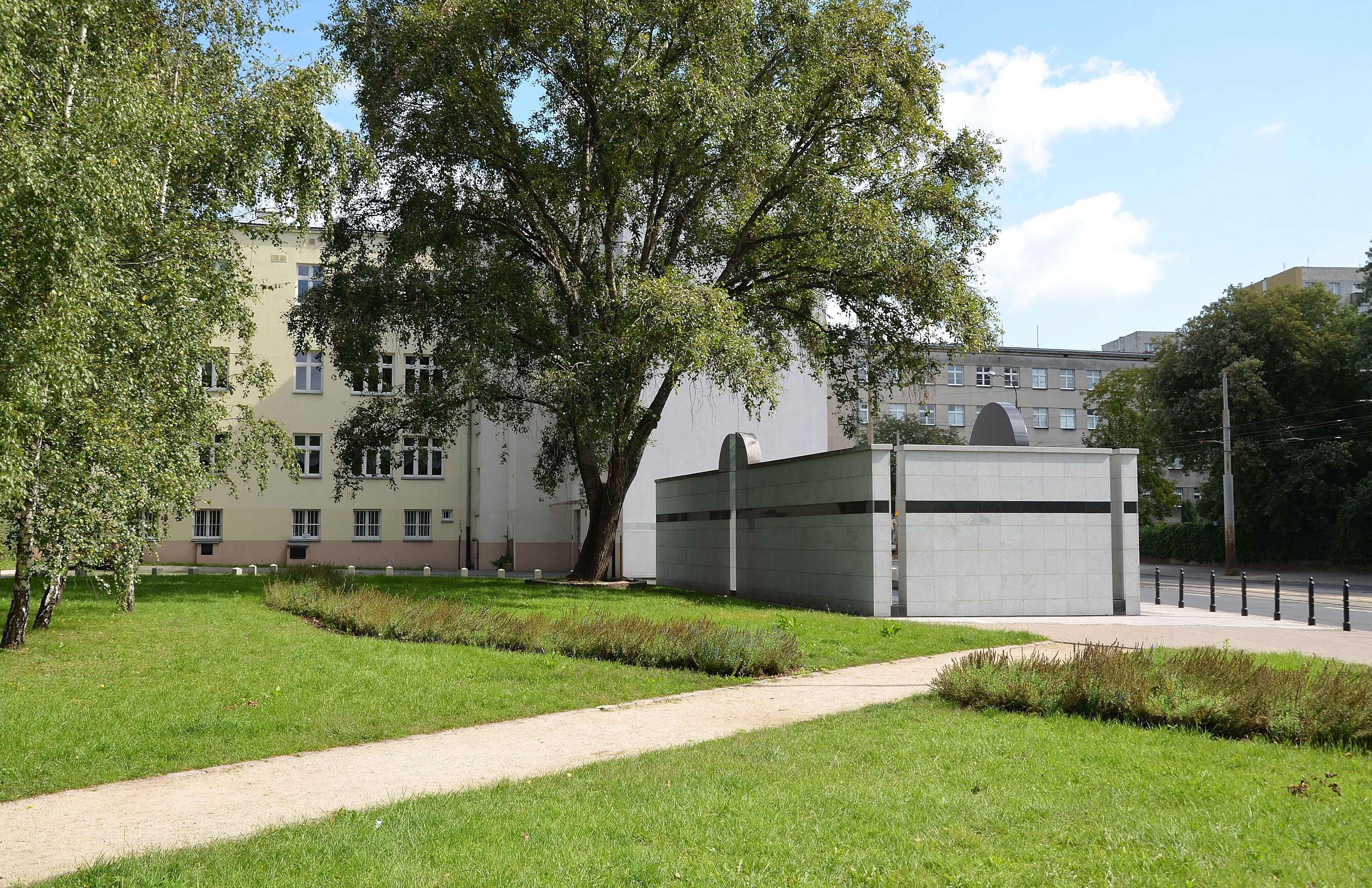
La commémoration du côté de la rue Dzika.

- La commémoration du côté de la rue Dzika.À l’arrière de l’école « Zespół Szkół Licealnych i Ekonomicznych nr 1 », il a été conservé le fragment du mur du ghetto frontalier de l’Umschlagplatz[11],[12]. En 2014, il a été démonté et reconstruit après le nettoyage des briques[13],[14].